# 布拉格国际广播电台
布拉格国际广播电台是捷克国营电台——捷克广播电台的第七套广播频率，也是捷克的对外广播电台，1936年开播，目前使用六种语言（捷克语、英语、德语、法语、西班牙语和俄语）通过卫星及互联网向全球播出。

## 概况
布拉格广播电台于1936年8月31日开播。目前布拉格广播电台每天24小时播出，其中首播节目为3小时（每种语言30分钟，共计3小时）。节目主要由新闻、时事分析及专题节目构成。除了通过电台官网及卫星播出外，布拉格广播电台也与其他广播机构合作，在当地电台播出布拉格电台的节目。另外，虽然布拉格电台早在2010年就宣布将停止短波广播，但截至2016年10月，布拉格电台仍通过美国WRMI电台的短波频率向美洲地区广播。
2019年9月1日，电台更名为“布拉格国际广播电台”。